# マルケル・イリサール
マルケル・イリサール・アランブル（Markel Irizar Aranburu、1980年2月5日 - ）は、スペイン、バスク自治州オニャティ出身の自転車競技（ロードレース）選手。

## 経歴
2004年、エウスカルテル・エウスカディとプロ契約。
2010年、チーム・レディオシャックに移籍。
- ブエルタ・ア・アンダルシア 総合優勝。

2012年、レディオシャック・ニッサンに移籍。